# المسيحية في القرن الرابع
المسيحية في القرن الرابع
هيمن كل من قسطنطين العظيم ومجمع نيقية الأول على المراحل المبكرة من مسيحية القرن الرابع في 325، الذي كان بداية فترة المجامع المسكونية السبعة (325 - 787)، أما مراحلها اللاحقة سيطر عليها مرسوم تسالونيكي في 280، الذي جعل من المسيحية النيقية الكنيسة الرسمية للإمبراطورية الرومانية.

## الاضطهاد المسيحي
مع هيمنة الديانة المسيحية على بعض المراكز الحضرية، مثّل المسيحيون حوالي 10% من نسبة السكان الرومان بحلول عام 300، تبعًا لبعض التقديرات. شنّ الإمبراطور ديوكلتيانوس الحملة الأكثر دموية ضد المسيحيين في تاريخ الإمبراطورية. انتهى الاضطهاد في عام 311 بوفاة ديوكلتيانوس. لم يؤثر الاضطهاد في النهاية على سير نمو الدين. وقد نُظم المسيحيون مسبقًا لدرجة إنشاء تسلسل هرمي للمطارنة. أصبحت مملكة أرمينيا أول أمة تعتنق المسيحية في عام 301. وتبع الرومان الدعوى في عام 380.

## الإمبراطورية الرومانية

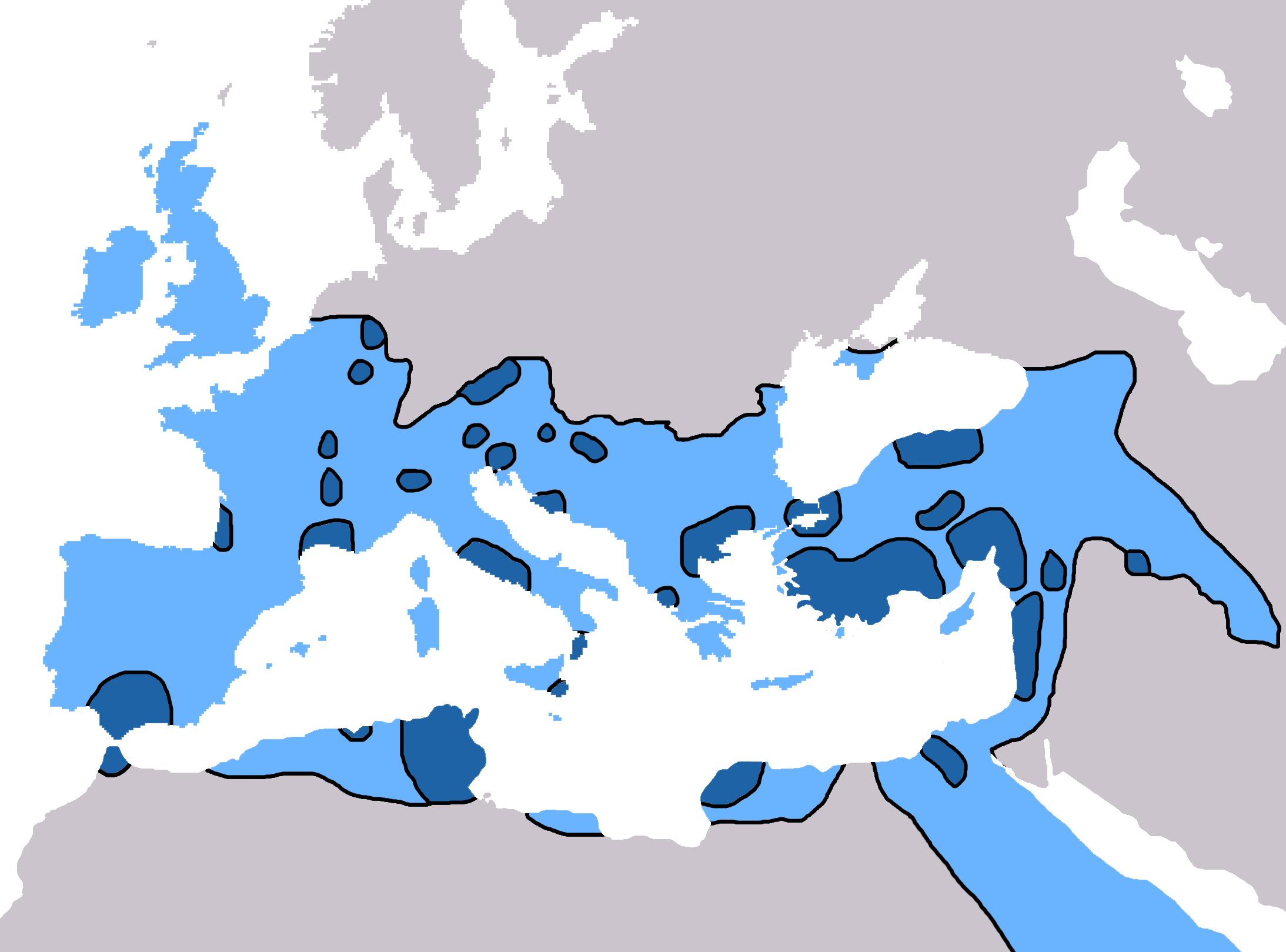
انتشار المسيحية حتى عام 325
انتشار المسيحية حتى عام 600

### تحت حكم غاليريوس
في أبريل 311، أصدر غاليريوس، الذي كان في السابق من أحد الشخصيات البارزة في عمليات الاضطهاد، مرسومًا يسمح بممارسة الديانة المسيحية تحت حكمه. من 313 إلى 380، تمتعت المسيحية بكونها دينًا قانونيًا داخل الإمبراطورية الرومانية. لكنها لم تصبح دين الدولة الوحيد المصرح به، على الرغم من اكتسابها مكانةً واعتبارًا داخل المجتمع الروماني بشكل تدريجي. بعد توقف اضطهادات المسيحيين، حكم غاليريوس لسنتين أخريين. ومن ثم خلفه امبراطور لديه ميول مسيحية مؤيدة، قسطنطين العظيم.

### قسطنطين الأول
تفيد المصادر المسيحية أن قسطنطين اختبر حدثًا دراميًا في عام 312 في معركة جسر ميلفيو، التي طالب من بعدها بالإمبراطورية في الغرب. تبعًا لهذه المصادر، نظر قسطنطين إلى الشمس قبل المعركة ورأى صليبًا من الضوء فوقها، وفيه الكلمات اليونانية «ΕΝ ΤΟΥΤΩ ΝΙΚΑ» («عبر هذا، اقهر!»، غالبًا ما تُعرض باللاتينية «In hoc signo vinces»)؛ أمر قسطنطين قواته بتزيين دروعهم برمز مسيحي (التشي- رو)، وانتصروا بعد ذلك. كم من الصعب ملاحظة المسيحية التي تبناها قسطنطين في هذه المرحلة؛ إذ بقي الأشخاص الأكثر تأثيرًا في الإمبراطورية وثنيين، خاصةً كبار المسؤولين العسكريين، لكن أبدى حكم قسطنطين على الأقل استعدادًا لإرضاء هذه الأطراف.

### التشريع الروماني

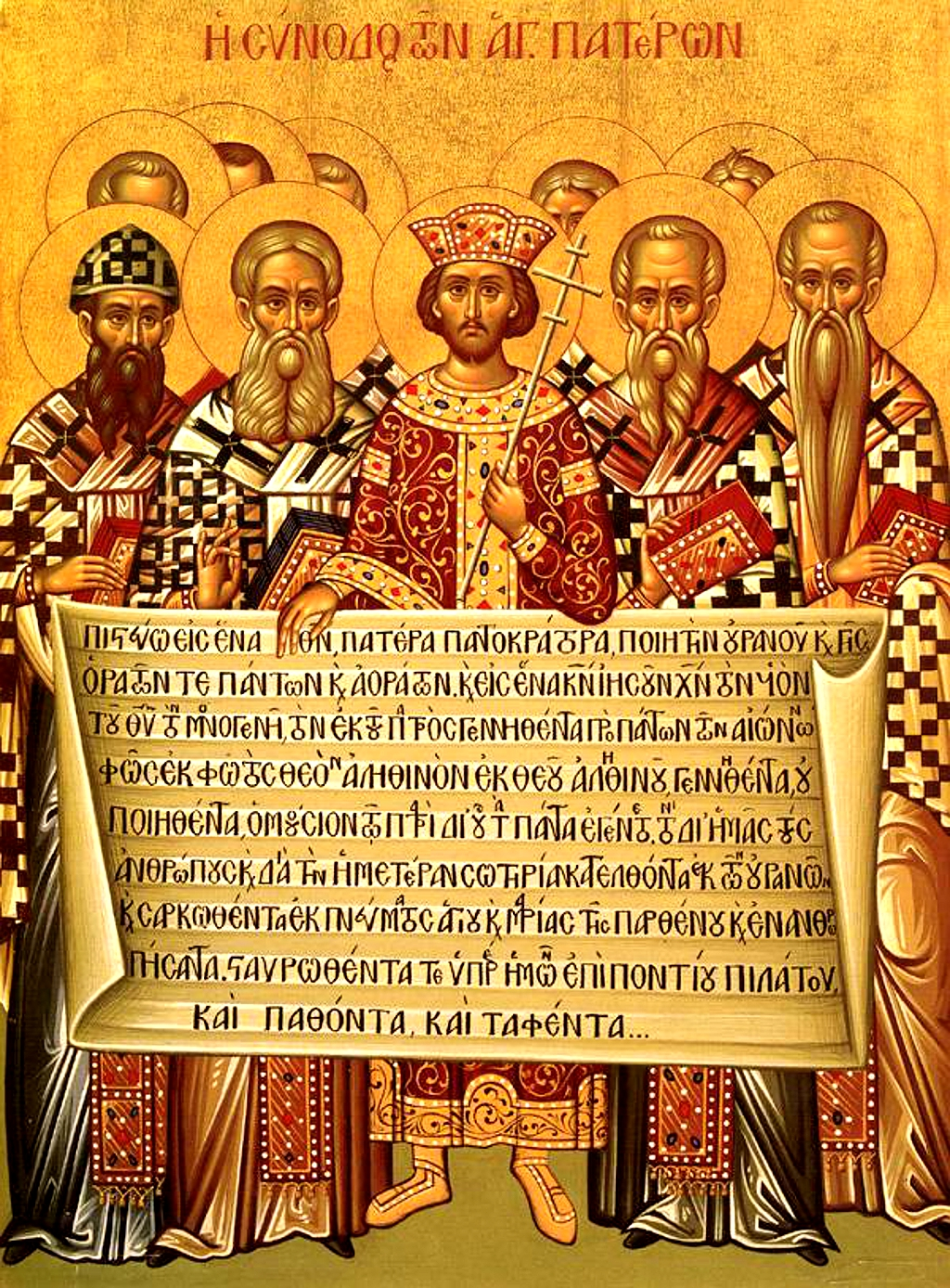
صورة الإمبراطور قسطنطين، في الوسط، برفقة آباء الكنيسة في مجمع نيقية الأول 325، حاملين قانون الإيمان النيقاوي بصيغته 381.

كان انضمام قسطنطين للمسيحية نقطة تحول في تاريخ الكنيسة المسيحية. بعد انتصاره، دعم قسطنطين الكنيسة ماليًا، وبنى العديد من البازيليكات، ومنح امتيازات (مثل الإعفاء من الضرائب) للإكليروس، وقام بترقية المسيحيين إلى مناصب رفيعة المستوى وأعاد الممتلكات المصادرة خلال حكم ديوكلتيانوس. في عام 313، أصدر قسطنطين مرسوم ميلانو الذي أكد فيه على سماحة المسيحيين وأعاد الممتلكات المصادرة سابقًا إلى الكنائس.
تحت نفوذ قسطنطين الأول، خضعت الحركة المسيحية لتحولها الرئيسي، من حركة سرية وإجرامية في السابق إلى دين معترف فيه رسميًا من «المرتبة الأولى» داخل الإمبراطورية الرومانية. وقد أخد قسطنطين الأول دورًا قياديًا في معظم هذا التحول. في عام 316، عمل كقاضٍ من أجل حل خلاف شمال إفريقي يتعلق بجدال دوناتي. الأهم من ذلك، أنه استدعى في عام 325 المجمع النيقي، الذي كان عمليًا أول مجمع مسكوني (كان مجلس أورشليم أول مجلس مسيحي لكن نادرًا ما اعتُبر مسكوني)، من أجل التعامل مع الجدال الآريوسي، لكنه أصدر أيضًا في هذا اللقاء العقيدة النيقية، والتي اعترفت من بين أمور عدة أخرى بالإيمان بالكنيسة الرسولية الكاثوليكية المقدسة الواحدة، بداية العالم المسيحي.
بدأ قسطنطين باستخدام الرموز المسيحية في بداية حكمه، لكنه بقي مشجعًا للممارسات الدينية الرومانية التقليدية بما في ذلك عبادة الشمس. بين عامي 324 و330، بنى قسطنطين عاصمةً امبراطوريةً جديدةً في بيزنطة على مضيق البوسفور (سُميت لاحقًا باسمه: القسطنطينية) -استخدمت المدينة العمارة الكنسية بشكل ظاهر، وتضمنت كنائس داخل جدران المدينة (على عكس روما «القديمة») ولم تحتو على معابد وثنية. في عام 330، جعل القسطنطينية عاصمةً جديدةً للإمبراطورية الرومانية. وأصبحت المدينة تدريجيًا بمثابة مركز العالم المسيحي.
شكل حكم قسطنطين سابقة لمنصب الإمبراطور المسيحي في الكنيسة. اعتبر الأباطرة أنفسهم مسؤولين أمام الله عن الصحة الروحية لرعاياهم، وبالتالي كان من واجبهم الحفاظ على الأرثوذكسية. لم يقرر الإمبراطور العقيدة -كانت تلك وظيفة الأساقفة- وإنما كان دوره فرض العقيدة، ودحض البدعة ودعم الوحدة الكنائسية. كفل الإمبراطور أن يُعبد الله بالشكل الصحيح في امبراطوريته؛ لكن كانت مسؤولية الكنيسة أن تحدد ما تتألف منه العبادة الصحيحة. استمرت هذه السابقة حتى سعى بعض أباطرة القرنين الخامس والسادس إلى تغيير العقيدة بموجب مرسوم امبراطوري دون الرجوع إلى المجالس، على الرغم من هذا، استمرت سابقة قسطنطين عمومًا باعتبارها القاعدة.

### قسطنطين الثاني
حظر أبناء قسطنطين التضحيات الدينية الوثنية للدولة في عام 341، لكنهم لم يغلقوا المعابد. على الرغم أن كل معابد الدولة في كل المدن قد أُغلقت في عام 356، يوجد دليل على أن التضحيات التقليدية استمرت. عندما رفض جراتيان منصب ولقب الحبر الأعظم، أدى تصرفه إلى وضع حد نهائي لدين الدولة بسبب سلطة المنصب والعلاقات داخل الإدارة. نتج عن هذا نهاية الطقوس الرسمية في الدولة، لكنه لم يؤثر على الطقوس الدينية الخاصة، وبالتالي بقيت المعابد مفتوحة.
على أية حال لم يكن هناك وحدة كاملة للمسيحية، وكان قسطنطين الثاني آريوسيًا إذ أبقى على الأساقفة الآريوسيين في بلاطه، وقام بتثبيتهم في مختلف الأنحاء، ما أدى إلى تنحية الأساقفة الأرثوذكس.

### يوليان المرتد
خلف يوليان قسطنطين، الذي يُعرف في العالم المسيحي بيوليان المرتد، وكان فيلسوفًا إذ نبذ المسيحية عندما أصبح امبراطورًا، واعتنق شكلًا صوفيًا أفلاطونيًا حديثًا من الوثنية صادمًا بذلك المؤسسة المسيحية. بينما أنه لم يحظر المسيحية في الواقع، إذ اعتزم على إعادة تأسيس مكانة المعتقدات والطقوس الوثنية القديمة.
عدّل هذه الممارسات لتحاكي التقاليد المسيحية مثل البنية الأسقفية والمؤسسات الخيرية العامة (التي لم تُعرف حتى الآن في الوثنية الرومانية). أسقط يوليان معظم الامتيازات والمكانة التي مُنحت سابقًا للكنيسة المسيحية. حاولت إصلاحاته خلق شكل من أشكال التباين الديني عن طريق إعادة فتح المعابد الوثنية، وقبول الأساقفة المسيحيين الذين نُفوا في السابق باعتبارهم زنادقة، وتعزيز اليهودية وإعادة أراضي الكنيسة إلى ملاكها الأصليين. ومع ذلك، انتهى حكم يوليان القصير عندما توفي أثناء حملته في الشرق. أعادت المسيحية هيمنتها خلال حكم خلفائه، جوفيان، وفالنتينيان الأول وفالنس (آخر امبراطور مسيحي آريوسي شرقي).